# Ulu Mazo
Ulu Mazo is een bestuurslaag in het regentschap Nias Selatan van de provincie Noord-Sumatra, Indonesië. Ulu Mazo telt 1024 inwoners (volkstelling 2010).